# Portland (Texas)
Portland és una població dels Estats Units a l'estat de Texas. Segons el cens del 2000 tenia 14.827 habitants.

## Demografia
Segons el cens del 2000, Portland tenia 14.827 habitants, 5.021 habitatges, i 4.051 famílies. La densitat de població era de 820,2 habitants/km².
Dels 5.021 habitatges en un 47,5% hi vivien nens de menys de 18 anys, en un 68,6% hi vivien parelles casades, en un 9,2% dones solteres, i en un 19,3% no eren unitats familiars. En el 16,1% dels habitatges hi vivien persones soles el 6,1% de les quals corresponia a persones de 65 anys o més que vivien soles. El nombre mitjà de persones vivint en cada habitatge era de 2,94 i el nombre mitjà de persones que vivien en cada família era de 3,3.
Per edats la població es repartia de la següent manera: un 32,6% tenia menys de 18 anys, un 8,2% entre 18 i 24, un 31,2% entre 25 i 44, un 20% de 45 a 60 i un 7,9% 65 anys o més.
L'edat mediana era de 32 anys. Per cada 100 dones de 18 o més anys hi havia 93,1 homes.
La renda mediana per habitatge era de 48.574 $ i la renda mediana per família de 52.220 $. Els homes tenien una renda mediana de 37.316 $ mentre que les dones 25.722 $. La renda per capita de la població era de 19.871 $. Aproximadament el 5,8% de les famílies i el 7,4% de la població estaven per davall del llindar de pobresa.

## Poblacions més properes
El següent diagrama mostra les poblacions més properes.